# Simon Plaskie
Simon Plaskie (10 de abril de 2001) es un jugador profesional de voleibol belga, juego de posición receptor/atacante. 

## Palmarés

### Clubes
Campeonato de Bélgica:
- 2022

### Selección nacional
Campeonato Europeo Sub-17:
- 2017

Campeonato Europeo Sub-21:
- 2018, 2020